# Епархия Лажиса
Епархия Лажиса (лат. Dioecesis Lagensis) — епархия Римско-Католической церкви с центром в городе Лажис, Бразилия. Епархия Лажиса входит в митрополию Шапеко. Кафедральным собором епархии Лажиса является церковь Пресвятой Девы Марии.  

## История
17 января 1927 года Римский папа Пий XI издал буллу «Inter praecipuas», которой учредил епархию Лажиса, выделив её из apxиепархии которой учредил епархию Лажиса, выделив её из епархии Санта-Катарины, которая одновременно была возведена в ранг архиепархии и переименована в архиепархию Флорианополиса. 
В следующие годы епархия Лажиса передала часть своей территории в пользу образования следующих новых церковных структур:
- 9 декабря 1933 года – территориальной прелатуре пальмаса (сегодня – Епархия Палмас-Франсиску-Белтрана;.
- 14 января 1958 года – епархии Шапеко;
- 23 ноября 1968 года – епархии Касадора;
- 12 июня 1975 года – епархии Жоасабы.

Первоначально суффраганная епархия архиепархии Флорианополиса, 5 ноября 2024 года он стал частью церковной провинции Шапеко.

## Ординарии епархии
- епископ Daniel Henrique Hostin (1929—1973)
- епископ Honorato Piazera (1973—1987)
- епископ João Oneres Marchiori (1987—2009)
- епископ Irineu Andreassa (2009 — по настоящее время)

## Источник
- Annuario Pontificio, Ватикан, 2007
- Булла Inter praecipuas, AAS 19 (1927), p. 172  (лат.)